# 401
401 （四百一、よんひゃくいち）は自然数、また整数において、400の次で402の前の数である。

## 性質
- 401は79番目の素数であり、1つ前は397、次は409。
  - 約数の和は402。
- 22番目のスーパー素数である。1つ前は367、次は431。
- 21番目の非正則素数である。1つ前は389、次は409。
- 401 = 401 + 0 × ω (ωは1の虚立方根)
  - a + 0 × ω (a > 0) で表される41番目のアイゼンシュタイン素数である。1つ前は389、次は419。
- 40…01 の形の最小の素数である。次は4001。ただし挟まれた数は無くてもいいとすると最小は41。(オンライン整数列大辞典の数列 A177506)
- 11番目のテトラナッチ数である。1つ前は208、次は773。
  - テトラナッチ数が素数となる3番目の素数である。1つ前は13、次は773。
- 1/401 は循環節の長さ200の循環小数になる。
  - 逆数が循環小数になる数で循環節が200になる最小の数である。次は802。
  - 循環節が n になる最小の数である。1つ前の199は797、次の201は1609。(オンライン整数列大辞典の数列 A003060)
- 各位の和が5になる19番目の数である。1つ前は320、次は410。
  - 各位の和が5になる数で7番目の素数である。1つ前は311、次は1013。(オンライン整数列大辞典の数列 A062341)
- 401 = 12 + 202
  - 異なる2つの平方数の和で表せる121番目の数である。1つ前は400、次は404。(オンライン整数列大辞典の数列 A004431)
  - 401 = 202 + 1
    - n = 2 のときの 20n + 1 の値とみたとき1つ前は21、次は8001。
    - n = 20 のときの n2 + 1 の値とみたとき1つ前は362、次は442。(オンライン整数列大辞典の数列 A002522)
      - n2 + 1 で表される8番目の素数である。1つ前は257、次は577。(オンライン整数列大辞典の数列 A002496)
- 401 = 100 × 4 + 1
  - n = 4 のときの 100n + 1 の値とみたとき1つ前は301、次は501。(オンライン整数列大辞典の数列 A158128)
    - 100n + 1 で表せる2番目の素数である。1つ前は101、次は601。(オンライン整数列大辞典の数列 A062800)
- 401 = 12 + 122 + 162 = 22 + 62 + 192 = 32 + 142 + 142 = 62 + 132 + 142 = 82 + 92 + 162
  - 3つの平方数の和5通りで表せる13番目の数である。1つ前は398、次は402。(オンライン整数列大辞典の数列 A025325)
  - 401 = 12 + 122 + 162 = 22 + 62 + 192 = 62 + 132 + 142 = 82 + 92 + 162
    - 異なる3つの平方数の和4通りで表せる23番目の数である。1つ前は395、次は405。(オンライン整数列大辞典の数列 A025342)

## その他 401 に関連すること
- 西暦401年 - 5世紀最初の年
- 紀元前401年
- HTTPステータスコードの一つ。401エラー。認証の失敗を意味する。
- プロ野球のシーズン最多奪三振記録は江夏豊の401個である。
- 401系は401系・401形と呼ばれる（鉄道車両の）体系の一覧。
- 伊号第四百一潜水艦（伊401）は日本の潜水艦。
- イ-401は、伊号四百一潜水艦をモデルにした『蒼き鋼のアルペジオ』に登場する架空の潜水艦。
- SS-401はアメリカ海軍のバラオ級潜水艦。
- 401は『サブマリン707』に登場する、架空の潜水艦「コッド・フィッシュ」のハルナンバー（艦番号）。
- イースタン航空401便墜落事故（1972年12月29日）
- 401k
- 401号線 (オーストリア)
- 401D
- 401SH
- 401T
- 401SA
- デッキィ401
- 早生まれと遅生まれのボーダーラインは4月1日と4月2日である。つまり1月1日から4月1日までに生まれた人が早生まれになる。
- デジタル表示式時計またはストップウォッチ等で出現する33番目の素数である。（例: 4:01、4分1秒 = 241秒も素数である。）1つ前は359、次は431。（参照オンライン整数列大辞典の数列 A118849）
- 401 (レコードレーベル)（読みは「よんまるいち」）